# Belsito
Belsito (Bersìtu in calabrese) è un comune italiano di 889 abitanti della provincia di Cosenza in Calabria. Situato a sud di Cosenza, città capoluogo, faceva parte della Comunità montana del Savuto, ormai soppressa. L'abitato sorge a una media di 660 metri s.l.m. e il territorio comunale è compreso tra 250 e 789 metri di altitudine.

## Storia
Nel 1535 Carlo V, viaggiando per queste terre, rimase profondamente attratto dalla bellezza di un luogo che battezzò col nome di Belsito. Originariamente il paese si chiamava Crapassito, dall'ebraico Kapar-Ha-Sseeth, che tradotto vuol dire "villaggio eminente".
Dal 1644 al 1647 venne infeudato al granducato di Toscana, nel 1806 la legislazione francese fece di Belsito il luogo del governo di Carpanzano, per poi venir considerato nel 1811 villaggio di Marzi.
Raggiunse la sua autonomia nel 1816 sotto il governo borbonico e, nel 1928, Belsito fu aggregato al comune di Malito per riacquistare la sua indipendenza nove anni dopo, nel 1937.

## Monumenti e luoghi d'interesse
Il centro storico è caratterizzato da stradine e viuzze. Percorrendo una di queste "vinelle" si raggiunge la chiesa parrocchiale di San Giovanni Battista in cui si può ammirare, oltre ad un prezioso affresco della predicazione del Battista, anche una conca battesimale in pietra d'Altilia, scolpita a fogliame di tipo medievale, e alcune opere lignee intagliate risalenti al XVII secolo. Dello stesso secolo è un dipinto olio su tela della Madonna del Carmine, contornato da una cornice di legno pregiatissima. Belsito conserva, inoltre, un suo piccolo patrimonio storico e artistico sulle facciate delle abitazioni. Sono, infatti, ancora rimasti intatti, sui portoni di alcune abitazioni, gli stemmi delle antiche famiglie che governarono il paese. Di notevole importanza è anche il Palazzo provenzale, sito in piazza del Popolo.

## Società

### Evoluzione demografica
Abitanti censiti

### Tradizioni e folclore
Tradizione belsitese vuole che San Giovanni Battista venga festeggiato tre volte durante l'anno: il 12 febbraio, poiché si dice che in questo giorno San Giovanni abbia salvato il paese da un catastrofico terremoto; il 23 giugno, giorno in cui si ricorda la nascita del santo, festeggiata con la tradizionale Fiera della Surda; infine, l'ultima domenica di agosto, giorno in cui ricorre la morte del santo. Quest'ultima festa è ricordata da un piatto culinario assai gustoso: le polpette di melanzane. Inoltre la domenica di San Giovanni si tiene la solenne processione per le vie del paese. Di importanza storica per il paese è la necropoli rinvenuta qualche anno fa in contrada Serre. Il lavoro compiuto da numerosi studenti e ricercatori universitari ha reso possibile l'individuazione di centinaia di tombe e il rinvenimento di numerosi resti ossei e reperti. Da determinate analisi pare che questi ritrovamenti risalgano all'alto Medioevo.

## Infrastrutture e trasporti
Il comune è interessato dalla strada provinciale 245.

## Geografia antropica

### Frazioni
- Chiusi, posta a 610 metri sul livello del mare.

## Sport

### Calcio
La principale squadra di calcio della città è l'A.S. Belsito che milita nel girone B calabrese di 2ª Categoria.